# NGC 5347
NGC 5347 este o galaxie seyfert de tip 2⁠(d) situată în constelația Câinii de Vânătoare. A fost descoperită în 2 mai 1785 de către William Herschel. Se află la o distanță de 36,8 de megaparseci de Pământ.